# Альфред Зімм
Альфред Зімм (нім. Alfred Simm; 12 липня 1910, Еппендорф — 19 листопада 1973, Еппендорф) — німецький офіцер, майор вермахту. Кавалер Лицарського хреста Залізного хреста з дубовим листям.

## Біографія
В 1929 році вступив в рейхсвер. В 1939 році — штабсфельдфебель і командир взводу 2-ї роти 31-го гренадерського полку 24-ї піхотної дивізії. Учасник Польської і Французької кампаній, а також Німецько-радянської війни. Відзначився у боях під Равою-Руською, Києвом і Севастополем. З 1943 року — командир 3-ї роти, з кінця 1944 року — 2-го батальйону свого полку. Останні місяці війни бився в Курляндському котлі.

## Нагороди
- Медаль «За вислугу років у Вермахті» 4-го класу (4 роки)
- Залізний хрест
  - 2-го класу
  - 1-го класу (30 травня 1940)
- Штурмовий піхотний знак в сріблі
- Лицарський хрест Залізного хреста з дубовим листям
  - лицарський хрест (27 липня 1941)
  - дубове листя (№ 832; 14 квітня 1945)
- Медаль «За зимову кампанію на Сході 1941/42»
- Німецький хрест в золоті (21 листопада 1943)
- Почесна застібка на орденську стрічку для Сухопутних військ (15 травня 1944)